# Таманян, Геворг Александрович
Гево́рг Алекса́ндрович Таманя́н (1910—1993) — заслуженный архитектор Армянской ССР, заслуженный строитель Армянской ССР, доцент ЕрПИ, лауреат Госпремии Армении (1971), лауреат всесоюзного смотра творчества молодых архитекторов (1947), лауреат республиканского смотра «Лучшая постройка года» (1953). Сын Александра Таманяна.

## Биография
Окончил ЕрПИ (1932). С 1934 года член Союза архитекторов Армении. Завершал постройки, начатые его отцом в Ереване. Руководил архитектурной мастерской Ергорсовета (1948—1955). Руководил архитектурной мастерской института «Армгоспроект» (1955—1958). Руководил архитектурной мастерской института «Ереванпроект» (1958—1962).

## Основные работы
- Кинотеатр «Наири» (с жилым домом)
- Концертный зал им. А. Хачатряна
- Консерватория им. Комитаса
- Музыкальная школа им. Саят-Новы
- Школа им. А. П. Чехова
- Жилой дом ГюмушГЭСа
- Памятник Х. Абовяну
- Жилые микрорайоны
- Площадь Республики